# هريمينات
الهريمينات (الاسم العلمي:Pyramidelloidea) هي فوق فصيلة من الرخويات تتبع أصنوفة الرئويات العمومية من متباينات الخيشوم.

## التصنيف
- الهريمات
  - الهريماوية
    - الهريمة